# بيلي هيوز (لاعب كرة قدم مواليد 1960)
بيلي هيوز (بالإنجليزية: Billy Hughes)‏ هو لاعب كرة قدم بريطاني في مركز الوسط، ولد في 29 يوليو 1960 في فولكستون ‏ في المملكة المتحدة. لعب مع سان خوزيه إيرث كويكس وكريستال بالاس ونادي غيلينغهام ونادي ويمبلدون.